# Condado de Taylor (Virginia Occidental)
El condado de Taylor (en inglés: Taylor County), fundado en 1844, es uno de los 55 condados del estado estadounidense de Virginia Occidental. En el año 2000 tenía una población de 16.089 habitantes con una densidad poblacional de 36 personas por km². La sede del condado es Grafton.

## Geografía
Según la Oficina del Censo, el condado tiene un área total de 456 km² (176,1 mi²), de la cual 448 km² (173 mi²) es tierra y 8 km² (3,1 mi²) (1,66%) es agua.

### Condados adyacentes
- Condado de Monongalia - norte
- Condado de Preston - este
- Condado de Barbour - sur
- Condado de Harrison - oeste
- Condado de Marion - noroeste

### Carreteras
- U.S. Highway 50
- U.S. Highway 119
- U.S. Highway 250
- Ruta de Virginia Occidental 76

## Demografía
En el 2000 la renta per cápita promedia del condado era de $27,124, y el ingreso promedio para una familia era de $32,222. En 2000 los hombres tenían un ingreso per cápita de $29,349 versus $20,116 para las mujeres. El ingreso per cápita para el condado era de $13,681. Alrededor del 20.30% de la población estaba bajo el umbral de pobreza nacional.

## Ciudades y pueblos

### Comunidades incorporadas
- Town of Flemington
- City of Grafton

### Comunidades no incorporadas
| - Astor - Belgium - Blueville - Brownlow | - Elliotsville - Fetterman - Hepzibah - Knottsville | - Lucretia - McGee - Meadland - Millertown | - Oreide - Park View - Pruntytown - Rosemont | - Santiago - Simpson - South Grafton - Tappan | - Thornton - Webster - Wendel - West Grafton |